# توني دولان
توني دولان (بالإنجليزية: Tony Dolan)‏ هو موسيقي وممثل بريطاني، ولد في 21 يناير 1964 في المملكة المتحدة.

## أعمال

### أفلام
- (2003)  الجانب البعيد عن الوطن[7]

## وصلات خارجية
- توني دولان على موقع IMDb (الإنجليزية)
- توني دولان على موقع ميوزك برينز (الإنجليزية)
- توني دولان على موقع ديسكوغز (الإنجليزية)
- توني دولان على موقع ديسكوغز (الإنجليزية)
- توني دولان على موقع قاعدة بيانات الفيلم (الإنجليزية)